# Love Don't Live Here Anymore
Love Don't Live Here Anymore este o melodie din 1978, înregistrată de Rose Royce și produs de Norman Whitfield. Această versiune, a ajuns pe locul #32 în topul Billboard, având o poziție mai bună decât oricare altă versiune a melodiei.
După această melodie au făcut cover Morrissey-Mullen (1979), Madonna (1984/1995), I'm Talking (1985), Faith Evans (1995), Joe Cocker (2004) și Patti LaBelle (2005), printre alții.

## Versiunea Madonnei

### Recenzii
NME i-a oferit o recenzie negativă, spunând că Madonna cântă piesa ca un bizon dement ce are coada prinsă în ușa de la mașină a Tinei Turner.